# Рауль Ламбер
Рауль Ламбер (фр. Raoul Lambert, нар. 22 жовтня 1944, Брюгге) — бельгійський футболіст, що грав на позиції нападника.
Протягом усієї кар'єри грав за клуб «Брюгге», а також національну збірну Бельгії. П'ятиразовий чемпіон Бельгії. Триразовий володар Кубка Бельгії.

## Клубна кар'єра
Всю свою кар'єру провів в «Брюгге», за який зіграв 373 матчі і забив 216 голів. Дебютував за рідний клуб 9 вересня 1962 року під керівництвом тренера Норберта Геффлінга, а останній матч провів 11 травня 1980 року.

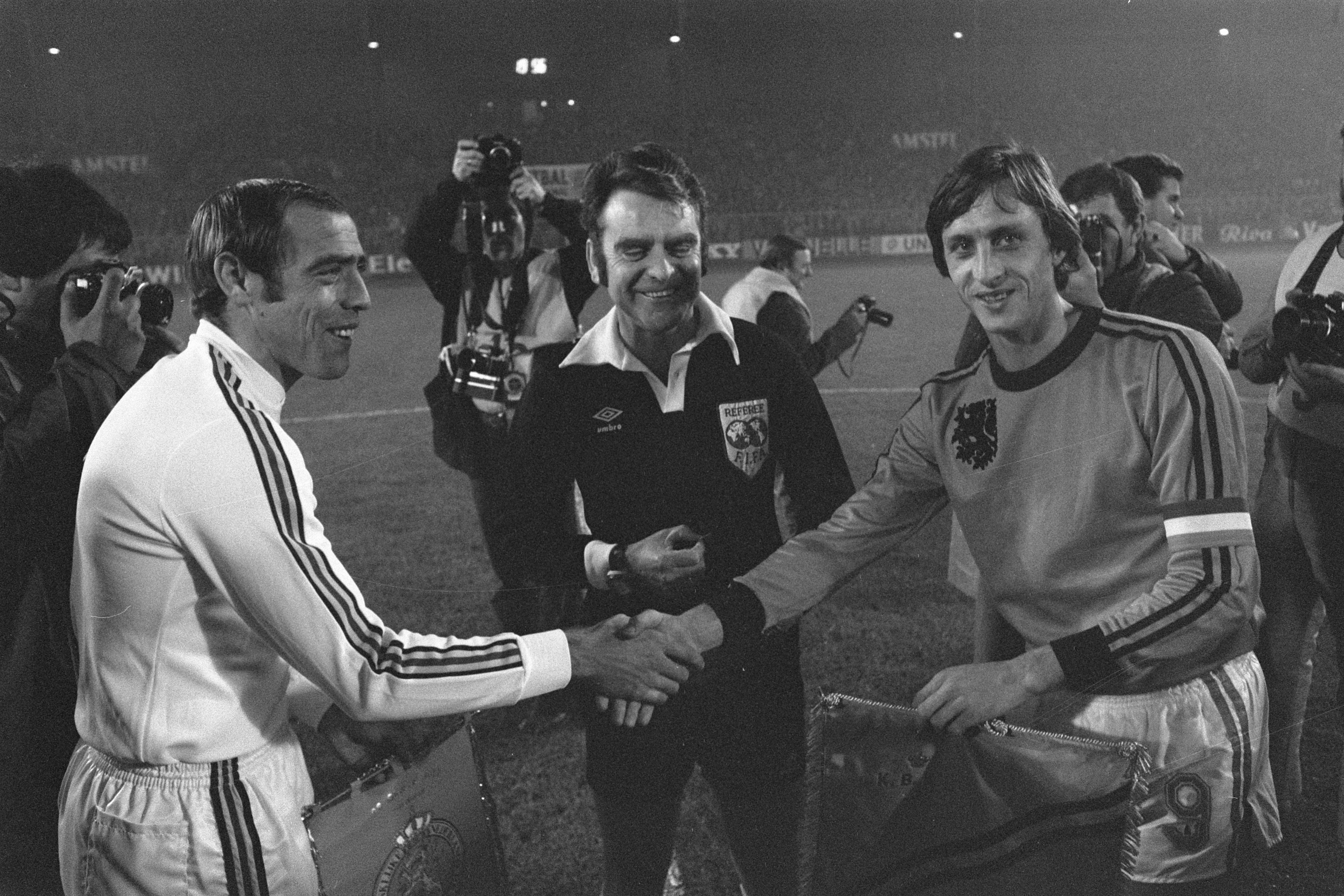
Ламберт (ліворуч) і Йоган Кройф (1977).

За 18 років кар'єри в клубі з Брюгге Ламбер п'ять разів ставав чемпіоном країни, тричі володарем національного кубка і одного разу кращим бомбардиром національного чемпіонату (в сезоні 1971/72 з 17 голами). Також допоміг клубу дійти до фіналів: Кубка європейських чемпіонів у 1978 році (Програш від англійського «Ліверпуля» (0:2)) і Кубка УЄФА у 1976 році (Програш від англійської «Ліверпуля» за сумою двох матчів (3:4); в обох матчах Рауль зміг відзначитися по одному забитому голу).

## Виступи за збірну
20 квітня 1966 року дебютував в офіційних іграх у складі національної збірної Бельгії в товариському матчі проти збірної Франції (3:0), в якому Ламбер відразу забив гол.  
У складі збірної був учасником чемпіонату світу 1970 року у Мексиці (2 голи) та чемпіонату Європи 1972 року у Бельгії, на якому команда здобула бронзові нагороди, а Ламбер забив один гол і був включений у символічну команду турніру.
Всього протягом кар'єри у національній команді, яка тривала 12 років, провів у формі головної команди країни 33 матчі, забивши 18 голів.

## Статистика

### Клубна
| Клуб              | Сезон             | Ліга | Ліга | Кубок | Кубок | Єврокубки | Єврокубки | Разом | Разом |
| Клуб              | Сезон             | Ігри | Голи | Ігри  | Голи  | Ігри      | Голи      | Ігри  | Голи  |
| ----------------- | ----------------- | ---- | ---- | ----- | ----- | --------- | --------- | ----- | ----- |
| Брюгге            | 1962/63           | 6    | 1    | -     | -     | 0         | 0         | 6     | 1     |
| Брюгге            | 1963/64           | 7    | 1    | 0     | 0     | 0         | 0         | 7     | 1     |
| Брюгге            | 1964/65           | 21   | 15   | 1     | 1     | 0         | 0         | 22    | 16    |
| Брюгге            | 1965/66           | 28   | 24   | 1     | 0     | 0         | 0         | 29    | 24    |
| Брюгге            | 1966/67           | 27   | 19   | 3     | 3     | 0         | 0         | 30    | 22    |
| Брюгге            | 1967/68           | 29   | 11   | 5     | 2     | 2         | 1         | 36    | 14    |
| Брюгге            | 1968/69           | 24   | 12   | 5     | 1     | 2         | 1         | 31    | 14    |
| Брюгге            | 1969/70           | 24   | 24   | 5     | 10    | 3         | 2         | 32    | 36    |
| Брюгге            | 1970/71           | 20   | 19   | 1     | 3     | 5         | 2         | 26    | 24    |
| Брюгге            | 1971/72           | 30   | 17   | 1     | 2     | 2         | 0         | 33    | 19    |
| Брюгге            | 1972/73           | 21   | 8    | 1     | 0     | 3         | 2         | 25    | 10    |
| Брюгге            | 1973/74           | 22   | 6    | 2     | 1     | 3         | 6         | 27    | 13    |
| Брюгге            | 1974/75           | 28   | 18   | 2     | 0     | 0         | 0         | 30    | 18    |
| Брюгге            | 1975/76           | 28   | 19   | 4     | 3     | 11        | 6         | 43    | 28    |
| Брюгге            | 1976/77           | 24   | 12   | 5     | 5     | 5         | 1         | 34    | 18    |
| Брюгге            | 1977/78           | 17   | 8    | 2     | 0     | 6         | 2         | 25    | 10    |
| Брюгге            | 1978/79           | 6    | 0    | 3     | 1     | 1         | 0         | 10    | 1     |
| Брюгге            | 1979/80           | 11   | 1    | 1     | 0     | 0         | 0         | 12    | 1     |
| Всього за кар'єру | Всього за кар'єру | 373  | 215  | 42    | 32    | 43        | 23        | 458   | 270   |

### Голи за збірну
| #  | Дата              | Місце               | Суперник          | Рахунок | Результат | Турнір                  |
| -- | ----------------- | ------------------- | ----------------- | ------- | --------- | ----------------------- |
| 1  | 20 квітня 1966    | Париж, Франція      | Франція           | 0-1     | 0-3       | Товариський матч        |
| 2  | 3 червня 1970     | Мехіко, Мексика     | Сальвадор         | 0-1     | 0-3       | ЧС 1970                 |
| 3  | 6 червня 1970     | Мехіко, Мексика     | СРСР              | 1-4     | 1-4       | ЧС 1970                 |
| 4  | 17 лютого 1971    | Андерлехт, Бельгія  | Португалія        | 1-0     | 3-0       | Кваліфікація на ЧЄ 1972 |
| 5  | 17 лютого 1971    | Андерлехт, Бельгія  | Португалія        | 2-0     | 3-0       | Кваліфікація на ЧЄ 1972 |
| 6  | 21 листопада 1971 | Лісабон, Португалія | Португалія        | 0-1     | 1-1       | Кваліфікація на ЧЄ 1972 |
| 7  | 22 травня 1972    | Брюгге, Бельгія     | Ісландія          | 2-0     | 4-0       | Кваліфікація на ЧС 1974 |
| 8  | 22 травня 1972    | Брюгге, Бельгія     | Ісландія          | 3-0     | 4-0       | Кваліфікація на ЧС 1974 |
| 9  | 17 червня 1972    | Льєж, Бельгія       | Угорщина          | 1-0     | 2-1       | ЧЄ 1972                 |
| 10 | 4 жовтня 1972     | Осло, Німеччина     | Норвегія          | 0-2     | 0-2       | Кваліфікація на ЧС 1974 |
| 11 | 18 квітня 1973    | Антверпен, Бельгія  | НДР               | 1-0     | 3-0       | Товариський матч        |
| 12 | 18 квітня 1973    | Антверпен, Бельгія  | НДР               | 3-0     | 3-0       | Товариський матч        |
| 13 | 31 жовтня 1973    | Антверпен, Бельгія  | Норвегія          | 2-0     | 2-0       | Кваліфікація на ЧС 1974 |
| 14 | 1 червня 1974     | Брюгге, Бельгія     | Шотландія         | 2-1     | 2-1       | Товариський матч        |
| 15 | 30 квітня 1975    | Антверпен, Бельгія  | Нідерланди        | 1-0     | 1-0       | Товариський матч        |
| 16 | 6 вересня 1975    | Льєж, Бельгія       | Ісландія          | 1-0     | 1-0       | Кваліфікацію на ЧЄ 1976 |
| 17 | 10 листопада 1976 | Льєж, Бельгія       | Північна Ірландія | 2-0     | 2-0       | Кваліфікація на ЧС 1978 |
| 18 | 3 вересня 1977    | Андерлехт, Бельгія  | Ісландія          | 4-0     | 4-0       | Кваліфікація на ЧС 1978 |

## Досягнення

### Командні
- Бронзовий призер чемпіонату Європи: 1972
- Чемпіон Бельгії: 1972/73, 1975/76, 1976/77, 1977/78, 1979/80
- Володар Кубка Бельгії: 1967/68, 1969/70, 1976/77
- Фіналіст Кубка європейських чемпіонів: 1977/78
- Фіналіст Кубка УЄФА: 1975/76

### Особисті
- Найкращий бомбардир чемпіонату Бельгії: 1971/72 (17 голів)
- Кращий бомбардир в історії «Брюгге»: 268 голів